# Gregor Weichbrodt
Gregor Weichbrodt (* 1988 in Potsdam) ist ein deutscher Autor und Künstler.

## Leben
Weichbrodt wuchs in Potsdam auf. Nach dem Abitur und einer Ausbildung zum Mediengestalter studierte er Kommunikationsdesign an der Hochschule für Technik und Wirtschaft Berlin. Im März 2015 schloss Weichbrodt sein Hochschulstudium zum Thema „konzeptuelles/unkreatives Schreiben“ ab.
Er lebt seit 2010 in Berlin.

## Werk (Auswahl)
2012 veröffentlichte Weichbrodt zusammen mit Grischa Stanjek die Seminararbeit Das ist der Tag, von dem ihr noch euern Enkelkindern erzählen werdet – eine Transkription der Fernsehsendung Germany’s Next Topmodel in Gestalt eines Reclam-Dramas, die für ein großes Presseecho sorgte. Trotz der großen Nachfrage blieb eine Veröffentlichung des 120 Seiten langen Buches bei einem Verlag aus rechtlichen Gründen aus. Der Text wurde später Grundlage für eine Theaterinszenierungen des Rottstraße 5 Theaters unter der Leitung von Honke Rambow.
Im Frühjahr 2014 veröffentlichte Weichbrodt das Buch On the Road – eine ca. 100 Seiten lange Wegbeschreibung für Jack Kerouacs Selbstfindungstrip aus dem gleichnamigen Beat-Roman. Weichbrodt sammelte hierbei die Wegpunkte, die Kerouac in seinem Roman bereist hat und ließ sich hierfür eine Routenbeschreibung mit Hilfe des Google-Routenplaners ausgeben. Das Werk erfuhr vor allem im englischsprachigen Raum Aufmerksamkeit. Es wurde in Zürich im LUMA Westbau anlässlich der Ausstellung Poetry will be made by all!, die u. a. von Kenneth Goldsmith und Hans Ulrich Obrist kuratiert wurde, ausgestellt. Eine Theaterinszenierung auf Grundlage des Textes erfolgte im März 2015 in Philadelphia, USA, inszeniert von der Theatergruppe 14th Street unter der Leitung von Mike Durkin.
Im Oktober 2014 gründete Weichbrodt zusammen mit Hannes Bajohr das Textkollektiv „0x0a“ für digitale konzeptuelle Literatur. Bekanntheit erlangte „0x0a“ im Frühjahr 2015 mit einer Sammlung von 282.596 Facebook-Kommentaren der rechtsnationalen Pegida-Bewegung, die Weichbrodt mit Hilfe eines Python-Skriptes über einen Zeitraum von über einem Monat sammeln ließ. Bajohr und Weichbrodt veröffentlichen das Text-Korpus auf ihrer Webseite zum Herunterladen und schickten dem Text eine eigene, literarische Interpretation hinterher: In Glaube, Liebe, Hoffnung sortieren sie alle Sätze aus dem Korpus, die mit „Ich glaube“, „Ich liebe“ oder „Ich hoffe“ begannen, nach den paulinischen Tugenden („Glaube, Liebe, Hoffnung“) als Persiflage auf das von der Pegida-Bewegung selbst ernannte Ziel, das christliche Abendland vor einer vermeintlichen Islamisierung Deutschlands zu retten. Unter der Leitung von Alexander Keuk wurden anlässlich des 30. Jubiläums des Dresdner Kammerchors im Februar 2016 Teile des Textkorpus unter der Leitung von Hans-Christoph Rademann in der Dreikönigskirche in Dresden vorgetragen.
Im Januar 2015 erschien der englischsprachige Titel I Don’t Know im Frohmann-Verlag. Darin geht der Sprecher des Textes eine Vielzahl von Themen, die in der Wikipedia enthalten sind – von Verbrennungsmotoren, über Literatur bis hin zu Fußballspielern – assoziativ durch und behauptet in einem 400 Seiten umfassenden Monolog, über keine der erwähnten Themen Bescheid zu wissen; ein performativer Widerspruch, der „die enzyklopädische Ordnung des digitalen Zeitalters ad absurdum“ führt. Ebenfalls im Frohmann-Verlag erschien ein 2016 von Weichbrodt veröffentlichtes Dictionary of non-notable Artist.
2016 wurde das Gruntgesets für die Bundesrepublik Deutschlant digital veröffentlicht, das auch als Buch bestellbar ist. Der Bayerische Rundfunk führte aus diesem Anlass in seiner Sendung Puls ein Interview mit Weichbrodt. Die neue Version des Grundgesetzes enthält in allen 146 Artikeln eklatante Rechtschreibfehler, die der Autor programmiert hatte. Das Satireprojekt will auf die „Reichsbürger“ aufmerksam machen, die häufig rechtsextreme Verschwörungstheoretiker sind. Das Grundgesetz gilt für sie nicht, und die Bundesrepublik Deutschland halten sie für ein von den USA besetztes Land. Ihre Theorien verbreiten sie oft im Internet – was Gregor Weichbrodt zu seinem mit Rechtschreibfehlern versehenen Werk inspirierte.